# Museo Rocío Jurado
El Museo Rocío Jurado es un museo biográfico ubicado en Chipiona (España) y está dedicado a la cantante Rocío Jurado.
Además de la exposición de algunos de los objetos personales de Jurado, el espacio museístico pretende ser un centro de estudios de la canción española.
El proyecto, iniciado en 2010, estuvo cerca de lograrse en marzo de 2011, pero por problemas de financiación y discrepancias entre la familia y el Ayuntamiento de Chipiona se tuvo que reubicar en una nave rehabilitada como palacio de congresos. El museo, totalmente equipado, no fue abierto al público.
En enero de 2020, Rocío Carrasco, hija de Jurado y heredera universal de los bienes artísticos de su madre, llegó a un acuerdo económico con el Ayuntamiento para la apertura del museo y la utilización de la imagen de la cantante. La pandemia de COVID-19 retrasó la posible apertura del museo.
En mayo de 2022 se dio a conocer que el Museo Rocío Jurado abriría sus puertas el 1 de julio de 2022, siendo inaugurado por su hija y el alcalde de la localidad.